# Pediculus humanus
Espèce
Pediculus humanus est le pou de l'humain, un insecte parasite. L'infestation par les poux est nommée « pédiculose ».
Pediculus humanus comprend deux sous-espèces parasites de l’humain: Pediculus humanus humanus (ou corporis, pou de corps) et Pediculus humanus capitis (pou de tête). Le pou du pubis appartient à une autre espèce.

## Morphologie

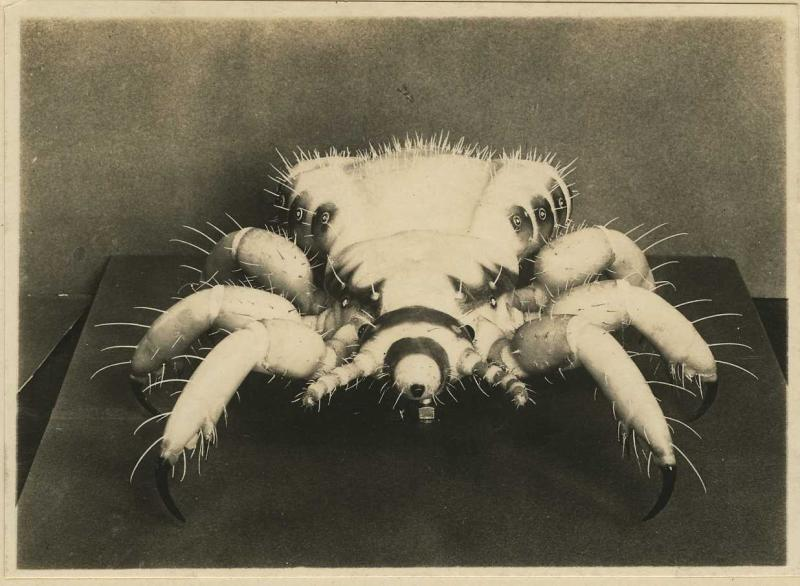
Modèle pédagogique présentant, fortement grossi, un « pou de corps », tel que ceux qui infestaient les soldats dans les tranchées durant la Première Guerre mondiale

Pediculus humanus humanus mesure 2 à 4 mm de long ; Pediculus humanus capitis quant à lui est plus petit : de 1 à 2,5 mm. Chez ces 2 espèces, la femelle est plus grande que le mâle. En dehors de la taille, les autres caractéristiques morphologiques sont semblables.
La tête est allongée et porte 2 yeux ainsi qu’une paire d’antennes à 5 articles. Le thorax est réduit et les segments fusionnés ; les pattes sont fortes et trapues, elles forment une pince avec la griffe du tarse et une forte dent située sur le tibia (le « pouce »). L’abdomen est formé de 9 segments dont 7 sont visibles, le dernier est échancré chez la femelle et muni d’un pénis conique chez le mâle.
La larve ressemble à l’adulte en plus petit.

## Cycle de développement
Les poux se reproduisent très vite. Le cycle se déroule entièrement sur l’hôte, et dure au total 18 jours environ.
Le pou femelle s’accouple plusieurs fois au cours de sa vie d’adulte qui peut varier d’une dizaine à une quarantaine de jours. 
La femelle pond des œufs ovoïdes (4 à 10 œufs par jour), et ce pendant 3 à 5 semaines (200 à 300 au cours de sa vie) de 1 mm de long, à coque ponctuée et pourvue d’un opercule : les lentes, qui sont collées sur un support (cheveu pour P. humanus capitis et fibres textiles des vêtements au contact de la peau pour P. humanus humanus). 
L’incubation dure de 6 à 9 jours en fonction de la température, et l’éclosion libère une petite larve, une nymphe qui mesure 1 à 2 mm de long, qui migre peu et est peu contaminante. Elle effectue trois mues en 8 à 12 jours à la surface de la peau. L'adulte (imago) peut s'accoupler 10 h après la dernière mue.

## Habitat et nutrition
Le pou est un parasite permanent et spécifique (P. humanus humanus est localisé sur le corps, P. humanus capitis sur le cuir chevelu), toute sa vie s’effectue dans une ambiance stable quant à la température et l’humidité : celle du tégument humain, sous les vêtements ou dans la chevelure. Il ne quitte pas volontiers son hôte car il ne peut aller loin et meurt en quelques jours s’il n'en rencontre pas un autre. La dissémination s’effectue par contact entre chevelures ou avec un objet contaminé (peigne, bonnet, oreiller) pour le pou de tête, et par contact avec des vêtements parasités pour le pou de corps.
Pediculus humanus est strictement hématophage à tous les stades et dans les deux sexes, sa piqûre est solénophage ; les adultes effectuent 1 repas sanguin chaque jour, leur résistance au jeûne est très faible (1 à 2 jours). Ils peuvent vivre jusqu’à 40 jours.

## Origine, aspects évolutifs
Le pou de corps (ou de vêtement) de l'être humain (Pediculus humanus corporis) proviendrait de la prolifération du pou de tête qui migre dans les plis de vêtements sales et s'y adapte. La divergence entre les deux types de parasites Pediculus humanus corporis et Pediculus humanus capitis s'est produite vers 72 000 +/- 42 000 ans, suggérant un changement de mode de vie chez l'humain lié à un usage fréquent des premiers vêtements,. Les scientifiques sont parvenus, indirectement, à évaluer la date d’apparition des tout premiers vêtements.
En 2010, une équipe internationale de chercheurs séquence le génome du pou du corps humain et publie ses résultats dans la revue PNAS : ce séquençage montre un nombre réduit de gènes de détection ou de réaction à l'environnement, en lien avec la simplicité de son mode de vie. Il montre également « le plus petit nombre d'enzymes de désintoxication observés dans n'importe quel autre insecte », ce qui est intéressant pour l'étude de la résistance aux insecticides et d'autres mécanismes de défense,.

## Aspect médical
La pédiculose du cuir chevelu est due à la sous-espèce capitis, et la pédiculose corporelle est due au sous-type corporis.
Les poux de corps sont aussi des vecteurs de trois bactéries pathogènes : Rickettsia prowazekii, Borrelia recurrentis et Bartonella quintana, responsables respectivement du typhus exanthématique, de la fièvre récurrente à poux et de la fièvre des tranchées.
Jacques-Christophe Valmont de Bomare donne une liste de traitements préventifs ou curatifs qui étaient en vigueur au XVIIIe siècle : « Les Auteurs disent que pour se préserver des poux, il faut se nourrir de viandes succulentes, user de boissons salutaires & se tenir le corps propre, sur-tout si l'on est vêtu de laine. Pour remédier à la maladie même, J. Mercurial conseille de purger souvent : il faut aussi se frotter d'ail, de moutarde, avaler de la thériaque, des nourritures salées & acides, se baigner, se fomenter d'une décoction de lupins ou de noix de galle ; mais les remèdes qu'on emploie avec le plus de succès, sont les poudres de semence de staphis-aigre, de coques du Levant, le soufre, le tabac ; on se sert aussi du mercure, du poivre noir et du vinaigre. »